# 声龍門
『声龍門』（せいりゅうもん）は、2015年4月から6月までTOKYO MXとBS11にて放送されたバラエティ番組。全13回。

## 概要
毎回ゲストで出演する声優がcomicoの漫画にアテレコするクールアテコに挑戦し、新人声優がチャレンジアテコに挑戦する。また新人声優ユニットのtamaco（タマコ）が出演した。阿佐ヶ谷アニメストリート内のSHIROBACOで収録された。
MCは天津の木村卓寛と向清太朗、アシスタントは花奈澪。

## 放送リスト
| 回 | クールアテコ                | クールアテコ                            | チャレンジアテコ         |
| 回 | 作品                        | 出演声優                                | 作品                     |
| -- | --------------------------- | --------------------------------------- | ------------------------ |
| 1  | 地血忌譚                    | 阿澄佳奈、江口拓也 巽悠衣子、三宅麻理恵 | ReLIFE                   |
| 2  | 学園セイソ                  | 阿澄佳奈、江口拓也 巽悠衣子、三宅麻理恵 | ももくり                 |
| 3  | 魔法少女ミサ                | 阿澄佳奈、江口拓也 巽悠衣子、三宅麻理恵 | ネト充のススメ           |
| 4  | 傷だらけの悪魔              | 阿澄佳奈、江口拓也 巽悠衣子、三宅麻理恵 | 竹田家のしいたけ         |
| 5  | 5evils                      | 阿部敦、加藤英美里 杉山紀彰、代永翼     | 赤松佳乃の複雑な恋の事情 |
| 6  | R！P・G                     | 阿部敦、加藤英美里 杉山紀彰、代永翼     | 今週のかなでさん         |
| 7  | PSI -サイ-                  | 阿部敦、加藤英美里 杉山紀彰、代永翼     | 咲くは江戸にもその素質   |
| 8  | セクメン                    | 阿部敦、加藤英美里 杉山紀彰、代永翼     | びびぱら!                |
| 9  | 妖怪バスター スカンクガール | 柿原徹也、加隈亜衣 松岡禎丞、米澤円     | ひかりのいろは           |
| 10 | 破魔屋くん!!                | 柿原徹也、加隈亜衣 松岡禎丞、米澤円     | 保留荘の奴ら             |
| 11 | ギガンティックガール        | 柿原徹也、加隈亜衣 松岡禎丞、米澤円     | ももくり                 |
| 12 | さーたん                    | 柿原徹也、加隈亜衣 松岡禎丞、米澤円     | ReLIFE                   |
| 13 | 総集編                      | 総集編                                  | 総集編                   |

## 放送局
| 放送地域 | 放送局   | 放送期間               | 放送日時           | 放送系列 | 備考                               |
| -------- | -------- | ---------------------- | ------------------ | -------- | ---------------------------------- |
| 東京都   | TOKYO MX | 2015年4月1日 - 6月24日 | 水曜 24:00 - 24:30 | 独立局   | 製作局                             |
| 日本全域 | BS11     | 2015年4月7日 - 6月23日 | 火曜 23:30 - 24:00 |          | 全12回で、第13回は放送しなかった。 |

## tamaco
新人声優ユニットとして活動した。
| 名前             | 所属事務所           | Twitter                                     |
| ---------------- | -------------------- | ------------------------------------------- |
| 阿東せれな       | プロ・フィット       |                                             |
| 新井美羽         | 青二プロダクション   | 新井 美羽 (@miwa_arai) - X（旧Twitter）     |
| 伊藤節生         | AIR AGENCY           | 伊藤 節生 (@setsuo_itou) - X（旧Twitter）   |
| 井野優           | 青二プロダクション   | 井野 優 (@Dino_masaru) - X（旧Twitter）     |
| 小川祥平         | AIR AGENCY           | 小川 祥平 (@ogawa_shohei) - X（旧Twitter）  |
| 奥紗瑛子         | AIR AGENCY           | 奥 紗瑛子 (@corocorosaeco) - X（旧Twitter） |
| 高坂知也         | マウスプロモーション | 高坂 知也 (@NOT_TAKASAKA) - X（旧Twitter）  |
| 高柳知葉         | プロ・フィット       | 高柳知葉 (@tomoyo_t_1014) - X（旧Twitter）  |
| 田中太郎         |                      | 田中 太郎 (@tarou1114) - X（旧Twitter）     |
| 長井新           | マウスプロモーション | 長井 新 (@sin_ngi) - X（旧Twitter）         |
| 並木昌成         | 81プロデュース       | 並木 昌成 (@nm08ps) - X（旧Twitter）        |
| 高杉薫（原田薫） |                      | 高杉 薫 (@g_ruuu) - X（旧Twitter）          |
| 春瀬なつみ       | プロ・フィット       |                                             |
| 広瀬淳           | マウスプロモーション | 広瀬 淳 (@junjunhirose) - X（旧Twitter）    |
| 南早紀           | 81プロデュース       | 南 早紀 (@minamisaki_81) - X（旧Twitter）   |
| 桃河りか         | EARLY WING           | 桃河 りか (@momokawa_rika) - X（旧Twitter） |

※ 所属事務所は収録時の所属事務所

## スタッフ
- 企画 - 細川修
- ナレーション - 大川透
- 構成 - 鈴川朋治
- 撮影 - 秋谷英雄
- 音声 - 中村浩一
- ヘアメイク - 山崎眞衣
- タイトル - 白幡裕彦
- 番組HP - 梅原卓也
- 編集 - 大橋正和
- MA - 嶋田茂
- 音効 - 井上尚昭
- クールアテコ音響監督 - 納谷僚介
- 協力 - SHIROBACO、グラブデザイン
- キャスティング協力 - マウスプロモーション
- 企画協力 - 吹田沙矢、岩本昌子
- ディレクター - 森島孝志、川上優、島袋慎
- プロデューサー - 塩谷佳之、橋田優花、神谷誠
- 制作協力 - 博報堂DYメディアパートナーズ、AiSS
- 制作 - TOKYO MX
- 製作著作 - 声龍門製作委員会